# Sinop (Brazília)
Sinop város Brazíliában, Mato Grosso államban. Lakosainak száma 196 312 fő (2022). Sinop Sorriso, Itaúba, Cláudia, Ipiranga do Norte, Santa Carmem, Tabaporã és Vera községekkel határos.

## Népesség
A település népességének változása:
| Lakosok száma | 74 831 | 132 934 | 146 005 | 148 960 | 196 312 |
|               | 2000   | 2016    | 2020    | 2021    | 2022    |